# Tabla descendenților
Tabla descendenților în genealogie, reprezintă o listă a persoanelor care se înrudesc, pornindu-se de la un individ și urmărindu-se toți descendenții săi. Spre deosebire de tabla ascendenților, tabla descendenților nu este guvernată de o lege matematică. Dar și numărul urmașilor din fiecare generație crește în progresie geometrică .
Pornind de la ideea că Tabla descendenților reprezintă o listă a persoanelor care coboară în linie directă dintr-un individ, s-a constatat că cea mai recomandată metodă de numerotare a descendenților este metoda Aboville , care atribuie fiecărei persoane o cifră în ordinea nașterii.
Persoana căreia i se stabilesc descendenții primește numărul 1, copiii săi, de exemplu, 1.1, 1.2, 1.3 etc., nepoții din primul copil, respectiv 1.1.1, 1.1.2, 1.1.3 etc., iar cei dintr-al treilea copil 1.3.1, 1.3.2, 1.3.3 etc.
Iată un alt exemplu, mai complex: personajul 1.3.5.7.2.8 aparține generației a șasea, pentru că numărul său constă din șase cifre și este al optulea copil al lui 1.3.5.7.2, care la rândul său este al doilea copil al lui 1.3.5.7, cel care este al șaptelea copil al lui 1.3.5, care este al cincilea copil al lui 1.3, care, în sfârșit, este al treilea copil al lui 1, care este strămoșul a cărui descendență se urmărește.
Metoda este convenabilă prin faptul că tabla  poate fi completată oricînd cu descoperirile ulterioare .